# Erin Cottrell
Erin Cottrell (ur. 24 sierpnia 1975 r. w Yardley w stanie Pensylwania) – amerykańska aktorka filmowa, serialowa i dubbingowa.

## Filmografia
- The Guiding Light (2001–2002) jako  Camille Baptiste
- Legalna blondynka 2 (2003) jako przewodnicząca Delta Nu
- Domek na prerii (2005) jako Caroline Ingalls
- Miłość trwa wiecznie (2007) jako  Missie LaHaye
- Dishonored 2 (2016) jako Delilah Copperspoon (głos)
- For Honor (2017) jako Mercy (głos)